# Ísak Þorvaldsson
Ísak Þorvaldsson, né le 1er mai 2001 à Mosfellsbær, est un footballeur international islandais qui évolue au poste de milieu de terrain au Breiðablik UBK.

## Biographie

### Carrière en club
Né à Mosfellsbær en Islande, Ísak Þorvaldsson est formé par l'Ungmennafélagið Afturelding, avant d'être recruté par le club anglais du Norwich City FC. 
Le 31 janvier 2020, il est prêté à Fleetwood Town. Il joue son premier match avec l'équipe première du club le 15 février 2020.

### Carrière en sélection
Le 21 octobre 2022, Ísak Þorvaldsson est convoqué pour la première fois avec l'équipe nationale d'Islande. Il honore sa première sélection le 6 novembre 2022 en tant que titulaire, lors du match amical contre l'Arabie Saoudite (défaite 1-0).